# Stair Bridge
Die Stair Bridge ist eine Straßenbrücke nahe der schottischen Ortschaft Stair in der Council Area East Ayrshire. 1971 wurde das Bauwerk in die schottischen Denkmallisten in der höchsten Denkmalkategorie A aufgenommen.

## Beschreibung
Die Stair Bridge wurde im Jahre 1745 errichtet. Sie ist eine schmale Steinbogenbrücke, die den Ayr am Westende von Stair unweit des Herrenhauses Stair House mit drei Bögen quert. Das Mauerwerk besteht aus grob zu Steinquadern behauenem Bruchstein. Sie führt die B730 (Polnessan–Dreghorn) einspurig über den Ayr. Die Fahrbahn ist durch eine Brüstung begrenzt. Die Pfeiler sind mit dreieckig hervortretenden Eisbrechern versehen.